# Завокзальная улица (Екатеринбург)
Завокза́льная улица — улица и одна из основных магистралей в жилом районе «Северный промышленный» Железнодорожного административного района Екатеринбурга.

## Расположение и благоустройство
Завокзальная улица проходит с центральной северной части города на северо-запад. Начинается от Проспекта Космонавтов и заканчивается в промышленной зоне района. Имеет соединение с Мельковским переулком и Армавирской улицей.
Бо́льшую часть застройки улицы составляют промышленные и складские помещения.

## Транспорт

### Наземный общественный транспорт
По улице проходят маршруты автобуса № 57, № 021

### Ближайшие станции метро
Действующих станций Екатеринбургского метрополитена на данной улице нет, линий метро к улице проводить не запланировано. Ближе всего расположена станция метро «Уральская» (примерно в 520 м).